# 藤井貴
藤井貴（Fujii Takashi，1986年4月28日—），前日本足球運動員，司職前鋒。

## 球員生涯
藤井貴出生於愛知縣，1998年加入日本地區聯賽球會武豊FC少年隊，一年後轉投城內FC。
2002年加入日本職業足球聯賽球會磐田山葉青年軍，2005年獲提升上甲隊，並首次日本職業足球聯賽亮相，2007年曾轉投日本乙組聯賽球會愛媛FC，2008年重返磐田山葉，2009年轉投地區聯賽球會靜岡FC。
2010年1月，藤井貴來港加盟香港甲組足球聯賽球隊沙田，穿上10號球衣。惟僅曾在甲組聯賽及預備組聯賽各上陣一場後，便遭沙田棄用。
2010年2月，他到晨曦試腳，成功取得一份合約。

## 外部連結
- 香港足球總會球員註冊資料 （页面存档备份，存于）